# William Byam
William Byam (Luccombe, Somerset, 9 maart 1623 - Antigua, december 1670) was gouverneur van Suriname.
Byam was de zoon van Edward Byam en Elibeth Eaglesfield. Hij was in het gevolg van Francis Willoughby, toen deze als gouverneur-generaal van de West-Indische eilanden namens de, in Nederland tegenover Oliver Cromwell als koning uitgeroepen Karel II, in 1650 naar Barbados vertrok en kort daarna in Suriname een eigen kolonie stichtte onder de naam van Willoughbyland, waar de kolonisten in 1654 een soort royalistisch gemenebest vestigden en voor de tijd van drie jaar 'major' Byam als president kozen.
Toen in 1657 zijn term om was, nam Byam de titel van gouverneur aan, bewerende een koninklijke aanstelling te hebben en maakte van het gekozen parlement een koloniale raad. Hij schijnt zich met moeite te hebben kunnen handhaven tegenover het samenraapsel van verschillende nationaliteit en revolutionaire aard, dat zich in Suriname had gevestigd in de loop van die eeuw.
Deze moeilijkheden gaven zelfs aanleiding tot een aanslag op het leven van de 'Lord Proprietor' Willoughby, toen deze zijn kolonie in januari 1665 bezocht. De hoofdplaats was toen Thorarica; hoger de rivier op had Lord Willoughby een eigen plantage 'Parhamhill' liggen, door een zekere Trefry beheerd. In 1665 bracht men de zetel van het bestuur over naar Willoughbyfort (het tegenwoordige Fort Zeelandia, nabij een Indiaans dorp Parmurbo gelegen) dat dienen moest om de kolonie te beveiligen tegen overvallen, in de oorlog tussen Groot-Brittannië en de Verenigde Provinciën uitgebroken.
In het begin van het jaar 1666 was door Lord Willoughby aan Major John Scott opgedragen om de Nederlandse nederzettingen in Marocke, Pomeroon en Essequibo te overvallen en te vermeesteren, wat daar maar al te goed lukte, maar in Berbice afstuitte op de energieke tegenstand van Matthijs Bergenaar, commandeur aldaar.
In juli 1666, nadat ook de oorlog met Frankrijk was uitgebroken, zond Byam troepen naar Cayenne, om zich meester te maken van die Franse kolonie, waarvan Chevalier de Lécy gouverneur was, de broer van de gouverneur-generaal van de Franse Antillen Le Febvre de la Barre. Zowel Cayenne als Sinamari, een andere Franse kolonie aan de kust onder een zekere Noel, werden veroverd. Het bovengenoemde Willoughbyfort was nog niet afdoende versterkt, toen in februari 1667 Abraham Crijnssen met zijn Zeeuwse schepen in het zicht kwam, de Surinamerivier opzeilde en het fort opeiste. Byam miste bovendien de gelegenheid om van de zoveel hogerop gelegen plantages hulp te krijgen en na een korte tegenstand, moest hij fort en kolonie op krijgsmanseer overgeven.
Bij de herovering van Suriname door de admiraal Sir John Harman in september van dat jaar werd zijn zaak door een krijgsraad onderzocht en toen bevonden, dat hij bij de overgave zich had gedragen als een loyaal, betrouwbaar onderdaan, als een beleidvol en dapper bevelhebber en als een eervol persoon.
Later vinden wij Byam vermeld als gouverneur van Antigua.
- Digitale Bibliotheek voor de Nederlandse Letteren: byam001
- International Standard Name Identifier: 0000 0000 6313 2941
- Library of Congress Control Number: n89611999
- Trove: 1117943
- Virtual International Authority File: 29882066
- WorldCat: E39PBJvCR6CqXHQ3HMMMrkqPcP